# Gorovići (Bośnia i Hercegowina)
Gorovići (cyr. Горовићи) – wieś w Bośni i Hercegowinie, w Republice Serbskiej, w mieście Sarajewo Wschodnie, w gminie Pale. W 2013 roku liczyła 54 mieszkańców.